# Elisabeth Obreen
Adriana Elisabeth Kraemer-Obreen (Rotterdam, 2 april 1868 - Baarn, 16 augustus 1943) was een Nederlands schilder en tekenaar.
Elisabeth was de oudste dochter van Christiaan Marie Cornelis Obreen (1842-1912) en Anna Mees (1846-1876).
Haar moeder stierf toen Elisabeth acht jaar oud was.
Na de Academie voor Beeldende Kunsten in Rotterdam huwde zij in 1894 met Carl Kraemer. Ze verhuisden in 1928 van Rotterdam naar Den Haag. Daar werd ze lid van schilderessenvereniging Odis. Haar werk werd geëxposeerd bij Odis en in 1939 bij Onze kunst van heden in het Rijksmuseum in Amsterdam. Ze ondertekende haar werk met E. Kraemer-Obreen. Haar werk bestond vooral uit [bloem)stillevens met olieverf.
In 1942 verhuisde zij naar Baarn waar ze in 1943 stierf op 75-jarige leeftijd.